# 三屋咲ゆう
三屋咲 ゆう（みやざき ゆう）は、日本のライトノベル作家。代表作の『学戦都市アスタリスク』はテレビアニメ化されており、2015年10月から放送された。

## 作品

### 長編
- 学戦都市アスタリスク（イラスト:okiura、MF文庫J〈メディアファクトリー→KADOKAWA〉）

- ダストライン・クロニクル（イラスト:kannnu、ガガガ文庫〈小学館〉）ISBN 978-4-09-451553-4
  - 2016年9月に刊行予定だったが、2023年時点で未刊行である。

### 短編
- 『剣と魔法の火星事件簿 Case.036――カバン争奪事件』（第2回 MF文庫J evo〈KADOKAWA〉掲載[1]）